# Ballon (Sarthe)
Ballon – miejscowość i dawna gmina we Francji, w regionie Kraj Loary, w departamencie Sarthe. W 2013 roku jej populacja wynosiła 1368 mieszkańców. 
W dniu 1 stycznia 2016 roku z połączenia dwóch ówczesnych gmin – Ballon oraz Saint-Mars-sous-Ballon – utworzono nową gminę Ballon-Saint-Mars. Siedzibą gminy została miejscowość Ballon. 